# Droga krajowa nr 68 (Węgry)
Droga krajowa nr 68 (węg. 68-as főút) – droga krajowa w komitacie Somogy w południowo-zachodnich Węgrzech. Długość - 96 km. Przebieg: 
- Barcs – skrzyżowanie z 6
- Nagyatád
- Böhönye – skrzyżowanie z 61
- Marcali
- Balatonszentgyörgy – skrzyżowanie z M7 (węzeł Balatonszentgyörgy-Marcali) i z 7